# Nantou (län)

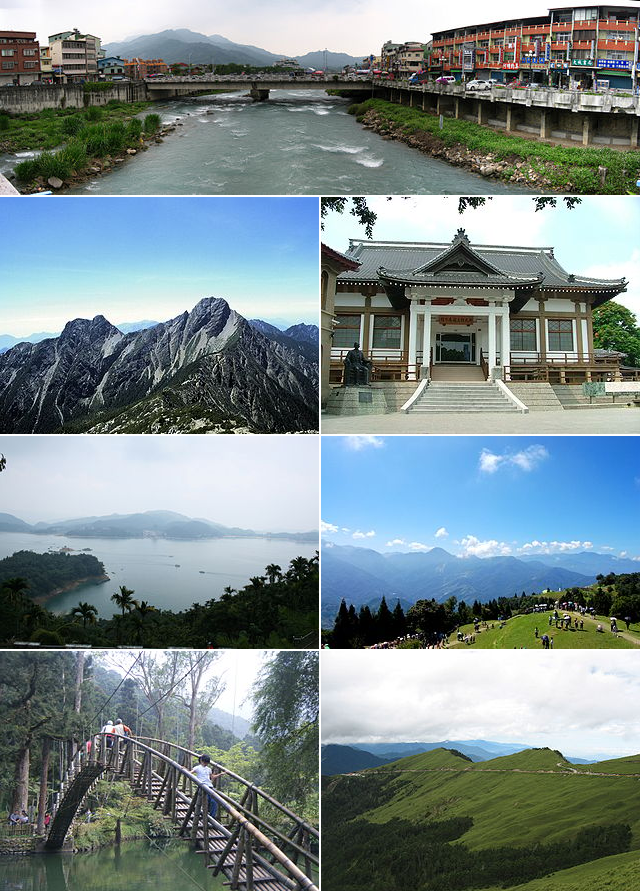
Vyer från distriktet.

Distriktet Nantou (pinyin: Nántóu Xiàn) är ett av önationen Taiwans 22 administrativa områden.

## Geografi
Distriktet ligger i landets centrala del och gränsar söder mot Kaohsiung, österut mot Hualien, norrut mot Taichung och västerut mot Changhua, Yunlin och Chiayi. Distriktet är landets till ytan näst största och det enda utan kust.
Distriktet har en yta på cirka 4 106 km². Befolkningen uppgår till cirka 517 000 invånare. Befolkningstätheten är cirka 126 invånare / km².
Inom distriktet finns landets största insjö Solmånesjön (Rìyuè tán) med ön Lalu samt nationalparkerna Taroko National Park och Yushan National Park. Inom Yushan-parken ligger även Taiwans högsta berg Yushan (Yǜ Shān).

## Förvaltning
Distriktet är underdelad i 1 stadsområde (shì) och 12 orter (4 jhèng och 8 siang).
Distriktet förvaltas av ett länsråd ("Nántóu Xiàn Yìhuì" / Nantou County Council) under ledning av en guvernör ("Xiàn Cháng" / magistrate).
Distriktets ISO 3166-2-kod är "TW-NAN". Huvudorten är Nantou.